# Língua ekari

Projeção ortográfica da Papua Ocidental. Não há mapeamentos exatos de onde os falantes da língua ekari estão distribuídos.

A língua ekari (também denominada kapauku, ekagi ou mee) é um dos idiomas da família trans-Nova Guiné, contando com mais de 100.000 falantes nativos. Seus membros, formalmente conhecidos como povo Kapauku, habitam regiões de altas altitudes no centro-oeste da província indonésia de Papua (ou Irian Jaya). Isso a faz a segunda língua papua com maior número de habitantes, estando atrás apenas do Dani Ocidental (ou Laani). Sua situação de uso é estável, mas os registros acerca do idioma é limitada.[carece de fontes?]

## Etimologia e história

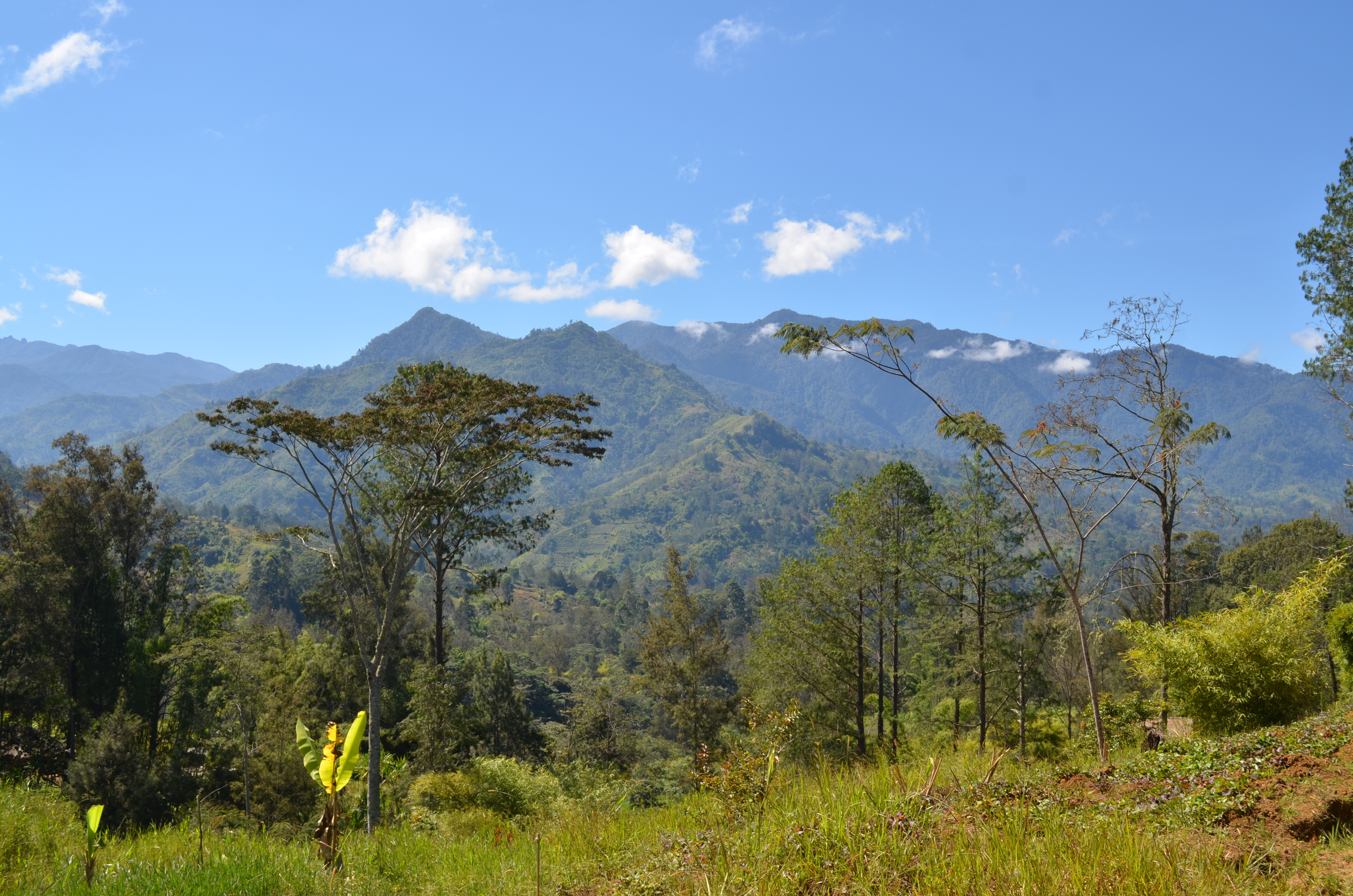
Regiões de elevadas altitudes da Papua Ocidental onde se localizam os arranjamentos serranos kapauku.

De início, o vocábulo mee seria apenas um nome tribal específico utilizado para denotar, especialmente, agrupamentos costeiros de migrantes ekagi. Posteriormente, com as mudanças gradativas sofridas pela língua, a palavra mee passou a significar "humano", sendo um termo original e autêntico do vernáculo, mas que não excluía seus vizinhos linguísticos, especialmente a língua moni, que detinha do mesmo vocábulo com uma significação próxima: "ser humano". Vale ressaltar que a prática de ressignificação de termos já presentes na língua não era inédita, tendo sido adotada por tribos neopapuas anteriormente, o que justifica os empréstimos linguísticos entre o ekari e o moni, por exemplo.
É discutido que as subsequentes ressignificações da palavra mee, que passaria de algo singular para algo coletivo (significando "humanidade"), tenham advindo de uma crise de identidade dos arranjamentos ekagi costeiros para com os arrajamentos serranos, o que gerou uma dualidade de interpretações da palavra que se ramificariam mais tarde. A primeira interpretação possível era a da verticalidade do mundo, composto por Humanos (mee) e Demônios (ogai), análogo a Anjos e Humanos, respectivamente. Já a segunda interpretação remetia à disforia identitária ekagi, trazendo uma antítese entre os povoados costeiros (mee) e serranos (ogai).
Em 1885, com a entrega da Papua Ocidental para a Holanda e consequente ocupação neerlandesa do território ekagi, houve a necessidade de, mais uma vez, ressignificar termos e criar outros para separar o povo Kapauku dos brancos e do resto dos indonésios. Por conseguinte, mee voltou-se, agora, aos povos serranos, enquanto o vocábulo buna (traduzido literalmente para "Preto") foi criado para os povos costeiros para que, portanto, a palavra ogai estivesse disponível para o resto dos indonésios e, mais adiante, aos brancos europeus.[carece de fontes?]
Seguidamente, ambas palavras mee e ogai transcederam da esfera de raça a de cultura, havendo agora uma distinção daqueles que se enquadravam em aspectos da cultura aborígene local e não-aborígene, que respectivamente referiam-se aos Kapauku (mee-mana) e ao resto dos indonésios (ogai-mana).
Por fim, os movimentos semânticos dessas palavras findaria na esfera econômica, com o termo mee denotando as pessoas que se mantinham no sistema econômico tradicional de subsistência aliado ao plantio de batata-doce e criação de suínos, ao contrário do termo ogai que se referia às pessoas que se desprendiam dos tradicionalismos ekagi e partiam para sistemas monetários mais modernos, favoráveis à abertura estrangeira.

## Distribuição

### Geografia e sociedade
Os membros do povo Kapauku estão situados em regiões serranas e planálticas, entre 1650 e 1750 metros de altitude, no centro-oeste da província Papua, localizada no distrito Paniai Kabupaten, englobando especialmente as vilas de Enaratoli, Mapia e Moanemani. A topografia local é favorável à formação de uma rede hidrográfica composto por três grandes lagos: Paniai, Tage e Tigi, conhecidos como Lagos Paniai ou Lagos Wissel, em homenagem ao piloto que os descobriu em 1936. São esses três lagos que fazem a delimitação das subdivisões orientais da região, que possuem o mesmo nome dos Lagos Paniai. Já para as subdivisões ocidentais, denominadas Mapia e Kamu, as froteiras são delimitadas por montanhas e pelo rio Mapia, respectivamente, que fica imediatamente a oeste de Kamu.
Há evidências de que as diferenças geográficas que compõem a região seja fator de impacto direto na formação da cultura material e espiritual ekagi, e em sua densidade demográfica. Exemplo disto, a prática do plantio de batata-doce entrou como principal fonte de alimento, utilizando-se da água dos Lagos Paniai para irrigação. Os resíduos gerados pelas batatas-doce, como cascas e restos, foram utilizados na alimentação de porcos, que se tornou elemento de medição de status dos criadores de suínos da região que, ademais, conceberam aos porcos a função de moeda de troca em um crescente sistema de escambo. Consequentemente, o que posicionava um povoamento na hierarquia socioeconômica ekagi era a relação entre a quantidade de ração para porco e os débitos para sua aquisição.
Por fim, não é à toa que todas as subdivisões do território ekagi tenham sido nomeados com os nomes de seus respectivos rios fronteiriços. Grande parte das crenças dos povos ekari emergem dos lagos, tanto que a canoa é referida como principal símbolo da condição humana, e uma miniatura dessas embarcações de aproximadamente um metro é utilizada em rituais periódicos chamados "rituais da canoa". Nesse ritual, a canoa é retirada da água e posta em solo seco nos arredores do rio, sendo que todos os envolvidos devem tomar a responsabilidade de manter a canoa limpa, sem algas ou musgos, e sem que a água a leve, representando um comprometimento de todos de criarem um comportamento social responsável.

### Dialetos e idiomas relacionados
O ekagi possui uma forte ligação com dialetos da região do Tigi-Kamu, que englobam as línguas Laani, Mimika, Wodani (ou Wolani) e Moni. No entanto, mesmo com uma proximidade linguística considerável e com diferenças quase insignificantes quando comparadas com a língua Mapia, não são inteligíveis entre si o suficiente para haver uma comunicação entre indivíduos de ambos vernáculos sem contato linguístico prévio. Devido a isso, há uma discussão quanto ao linguístico questionando se a língua ekari encoraja ou desencoraja as interações entre indivíduos falantes e não falantes do ekari, o que, caso desencorajasse, daria um vislumbre das razões para delimitação de subdivisões do território ekagi pautadas em divergências linguísticas.
| Português   | Ekari  | Wodani | Moni   |
| ----------- | ------ | ------ | ------ |
| Tudo        | Utoma  | Utuma  | Ondoma |
| Peito       | Ama    | Ama    | Ama    |
| Terra       | Maki   | Makai  | Mai    |
| Pé          | Bado   | Bado   | Bado   |
| Joelho      | Kaguma | Kagu   | Aka    |
| Homem       | Jame   | Me     | Me     |
| Semente     | Ijo    | Ijo    | Iu     |
| Ouvir       | Juwii  | Juna   | Jutija |
| Beber/Comer | Nai    | Nona   | Nuija  |
| Vir         | Mei    | Mena   | Mija   |
| Tu          | Aki    | Akai   | Aka    |
| Dois        | Wiya   | Wijá   | Hija   |

## Fonologia

### Fonemas segmentais

#### Vogais
|            | Anterior | Central | Posterior |
| ---------- | -------- | ------- | --------- |
| Fechada    | u        | -       | i         |
| Semiaberta | o        | -       | e ɛ       |
| Aberta     | -        | a       | -         |

Nos ditongos, as vogais mais altas são postas na frente.
- /ei/
- /ai/
- /eu/
- /au/
- /ou/

#### Consoantes
|           | Bilabial | Alveolar | Palatoalveolar | Velar |
| --------- | -------- | -------- | -------------- | ----- |
| Plosiva   | p b      | t d      | k              |       |
| Nasal     | m        | n        |                |       |
| Fricativa |          |          | ʒ              |       |

As paragens são bilabiais, alveolares, e velares, com voz e sem voz. As paragens sem voz não são aceleradas. A paragem de velar sem voz é labializada seguindo as vogais traseiras [kw]: /okei/ [okwei] "elas", /buka/ [bukwa] "arco". O batente de velar vocalizado é libertado lateralmente [gl], o lateral estar de novo na posição de velar. É labializada a seguir vogais traseiras: /euga/ [euglwa] "mais". Alofones da paragem de velar vocalizada variam ao longo de vários graus da lateral.
Além dos fonemas presentes na tabela acima, ainda há:

- Aproximante labiovelar: /w/
- Aproximante palatal: /j/

É prudente mencionar que o fonema /j/ normalmente aparece mais palatalizado.

### Entonação
A entonação de certas palavras na língua ekari dependerá especialmente da quantidade de sílabas e a disposição das vogais e consoantes na palavra.
Para palavras monossílabas de raízes (C)V e (C)VV apresentam alguns contrastes fonêmicos passo-acente, especialmente quanto ao comprimento da(s) vogal(is).

To → Apenas / Tou → Ficar / Tóó → Molde.
Pi → Jogar (arremessar) / - / Píí → Flor.
Para palavras disspilabas de raízes (C)VCV e (C)VCVV, a primeira sílaba é neutra e a segunda contrastante.

Awíí → Colocar dentro / Awii → Fazer.
Nogáá → Vapor / Nogee → Barulho.
Em palavras de raíz (C)VVCV, a primeira sílaba tende a ter uma tonicidade ascendente.

Geíyo → Frio.
Keípo → Agulha.
Já em palavras de raíz (C)VVCVV o padrão é contrastante, sendo que a primeira sílaba assume uma tonicidade ascendente e a segunda descendente.

Weewee → Brincar, jogar.
Piipaa → Pássaro pequeno.
Palavras trissílabas com vogais simples seguem um padrão predefinido, dispondo-se da mesma tonicidade para todas as palavras

Ekina → Porco
Buguwa → Floresta
Contudo, em palavras de mesma quantidade de sílabas vindo das raízes (C)VVCVCV e (C)VVCVCVV, a primeira sílaba é contrastante. Para isso, a primeira sílaba possui uma tonicidade decrescente, seguida pela terceira, sendo que a segunda mantém-se neutra. Esse tipo de padrão, não obstante, não é muito documentado, e não há muitas informações sobre ela.

Kuutakaa → Alto (referência a volume, principalmente).
Náákagi → Fumança.
Seguidamente, nas palavras de raiz (C)VCVVCV, a primeira sílaba tende a ser neutra, enquanto a segunda e a terceira possuem uma tonicidade decrescente, não havendo nenhum contraste.

Iyeida → Quase.
Akaiye → Opôr-se.
Já nas de raiz (C)VCVCVV, as primeiras duas sílabas são neutras e a última decrescente, também não havendo nenhum contraste.

Odigaa → Mais tarde.
Dokegaa → Ondas.
Palavras polissílabas não são contrastantes. Todas as vogais que compõem essas palavras são curtas, sendo que primeira e a terceira sílabas assumem uma tonicidade breve e neutra, e a última uma tonicidade descedente.

Bonikigi → Confusão.
Gekamugu → Trovão.
Nos exemplos abaixo, as sílabas longas são de tonicidade descendente da mesma forma que as sílabas finais.

Yegeenaka → Glorioso.
Idaanita → Tempo chuvoso.

## Ortografia
O idioma ekari, por ser um idioma recente e com poucos estudos, não possui uma ortografia definida. Isso ocorre devido à língua ser majoritariamente oral ao invés de escrita, o que fica ainda mais perceptível pelo número de falantes que ela possui, na topografia regional e nos aspectos culturais adjacentes, o que a torna instrumento de intermédio para rotas comerciais de suínos e batatas-doce, realização de rituais periódicos e intercâmbio entre povoamentos associados.
O alfabeto utilizado pela língua ekari é o alfabeto latino, embora a bagagem fonética da língua seja bastante limitada. Ademais, o uso desse alfabeto demonstra uma provável influência do período da colonização holandesa na região, já que houve uma intensa troca cultural, que teve impactos amplos e diretos nas línguas locais.

## Gramática

### Pronomes
|           | Singular | Dual   | Plural |
| --------- | -------- | ------ | ------ |
| 1° Pessoa | Ani      | Inai   | Inii   |
| 2° Pessoa | Aki      | Ikai   | Ikii   |
| 3° Pessoa | Okai     | Okeyai | Okei   |

Perceba que os pronomes pessoais utilizados na 1° e 2° pessoas para cada flexão de número é praticamente idêntica, fazendo-se a substituição do /n/ pelo /k/. Tal relação também ocorrem em pronomes possessivos para se referir a parentes específicos.
Nesta sessão de pronomes, apenas os que expressam posessão serão tratados, sendo válido ressaltar que a língua Ekari não se ocupou de criar pronomes específicos de possessão, mas, sim, uma série de afixos que podem se ligar tanto ao pronome pessoal quando ao objeto por meio de uma combinação ou contração, o que dependerá de uma lista de condições expressas a seguir:

#### Pronomes possessivos regulares
Para substantivos que não expressem parentes (familiares) específicos, o sufixo -ya será combinado ao pronome, que virá antes do objeto possuído.

Aniya kaguma → Meu joelho. 

Okaiya bado → O pé dele(a).
Para substantivos cuja primeira palavra é uma vogal, é comum no discurso informal haver uma supressão do sufixo.

Aniya ama → Anaa ama → Meu peito. 

Akiya ijo → Akaa ijo → Sua semente.
A supressão do sufixo também pode ocorrer quando o substantivo se iniciar com um vocoide não silábico.

Akiya waka → Akuwaka → Sua cônjuge.
Para parentes específicos no singular, usa-se também o sufixo -ya anexado ou ao pronome, contudo, as 1° e 2° pessoas possuem uma forma alternativa, usando-se apenas o pronome sem necessidade do sufixo.

Okai weneka / Okaiya weneka → A/O irmã(o) mais nova(o) dele(a).

Aki yoka / Akiya yoka → Meu/Minha filho(a).
Já a 3° pessoa também possui uma forma alternativa, associando-se o sufixo -me ao objeto, ocultando-se o pronome.

Wenekame → A/O irmã(o) mais novo(a) dele(a).

Yokame → A/O filha(o) dele(a).
Para parentes específicos no dual usa-se o sufixo -ane associado ao objeto, que pode ou não ser acompanhado também pelo sufixo -iya. O sufixo -ya associado ao pronome que o antecede é opcional.

Okai wenekaane = Okai wenekaaneiya = Okaiya wenekaane = Okaiya wekekaaneiya → Os dois irmãos mais novos dele(a).
Para parentes específicos no plural também usa-se o sufixo -ane associado ao objeto, que pode ou não ser acompanhado pelo sufixo -ido. O sufixo -ya associado ao pronome que o antecede também é opcional.

Aki yokaane = Aki yokaaneido = Akiya yokaane = Akiya yokaaneido → Os seus filhos (+ de 2).

##### Pronomes possessivos irregulares
A irregularidade dos pronomes possessivos estão presentes para certos parentes, especialmente "mãe", "irmão mais velho" e "pai", e para a palavra "amigo(a)". Alguns exemplos no singular estão listados abaixo.
| Noukai  | Minha mãe                  | Naitai  | Meu pai       |
| Akuukai | Sua mãe                    | Akaitai | Seu pai       |
| Ukame   | A mãe dele(a)              | Nakame  | O pai dele(a) |
| Nauwai  | Meu irmão mais velho       | Noogeo  | O meu amigo   |
| Akauwai | Seu irmão mais velho       | Akoogei | O seu amigo   |
| Aikame  | O irmão mais velho dele(a) | Ogeme   | O amigo dele  |
| Ibome   | O irmão mais velho dele(a) | Ogeme   | O amigo dele  |

### Substantivos

#### Derivação
Alguns substantivos possuem uma derivação secundária única com combinação de morfemas ou reduplicação parcial.

Maki → Terra / Makiyo → Vila, país.
Yoka → Criança / Yokaagaa → Juventude / Ayeyoka → Bebê.
Uwo → Água / Uwouye makiye → O mundo inteiro.
Substantivos compostos:

Kapogeiye → Papel = Kapoge → Ficha + Iye → Folha.
Ebepeka → Rosto = Ebe → Boca + Peka → Olho.
Owaayokaa → Cabana (na floresta) = Owaa → Casa + Yoka → Criança.

#### Flexão de gênero
A língua ekari é uma língua que possui um único gênero neutro, isto é, não há flexão de gênero nas palavras. Quando for necessária a distinção, como entre "menino" e "menina", palavras diferentes farão referência a essas substantivos.

#### Flexão de número
Da mesma forma que nos pronomes, haverá uma distinção entre plural e dual ao se fazer a flexão por número. Para isso, o substantivo será sufixado com sufixos específicos para cada tipo em situações específicas.

Plural: o sufixo -ido, derivado da palavra wido (três), concerne o plural de uma forma genérica, e é normalmente utilizado para se referir a pessoas. No caso de se querer referir-se a objetos, lugares, etc., esses deverão ser referidos coletivamente sem uso do sufixo.

Yoka → Criança / 'Yokaido → Crianças.
Yogamo → Mulher / Yogamoudo → Mulheres.
Api → Menina / Apiido → Meninas.
Dual: o sufixo -iya, derivada da palavra wiya (dois), segue as mesmas configurações do plural.

Yokaiya → As duas crianças.
Apiiya → As duas meninas.
Yogamouya → As duas mulheres.

### Verbos

#### Derivação
A derivação dos verbos ocorre de dois modos diferentes:

1. Forma primária: verbos flexíveis são flexionados em modo, aspecto, evidencialidade, etc. Esses verbos podem aparecer com uma das quatro classes (terminações) possíveis que serão tratadas a seguir;
2. Forma secundária: verbos inflexíveis (também chamados "semi-verbos") ocuparão o lugar do verbo na oração caso a flexão não seja exigida. Caso a flexão seja exigida, verbos auxiliares entrarão em cena, podendo ser um dos três mais frequentes, ou auxiliares mais únicos. Todavia, para uma compreensão mais sucinta desse mecanismo linguístico, apenas os auxiliares mais frequentes serão abordados.[21]

##### Forma primária
Verbos no infinitivo terminam em uma das quatro terminações a seguir: -oi, -ii, -ei ou -ai. Verbos monossilábicos ou com terminações -ei/-ou tendem a acumular uma série de irregularidades. Contudo, somente as formas regulares serão abordadas.

Verbos dissílabos, com primeira sílaba baixa, terminados em -ai detêm a subclasse (subterminação) -a-. Sua forma passada indefinida regular possui, paralelamente, a terminação -ta.
| Duwai | Cortar | Duwata | Cortou |
| Ubai  | Caçar  | Ubata  | Caçou  |
| Bokai | Morrer | Bokata | Morreu |
| Wegai | Falar  | Wegata | Falou  |

Verbos trissílabos ou dissílabos, com primaira sílaba alta, terminados em -ai detêm a subclasse -i-.
| Witogai | Lavar    | Witogita | Lavou    |
| Witokai | Escolher | Witokita | Escolheu |
| Boonai  | Esconder | Boonita  | Escondeu |
| Buumai  | Banhar   | Buumita  | Banhou   |

Verbos de terminação -ii tendem a ser dissílabos com primeira sílaba baixa, mas algumas exceções contam com a primeira sílaba alta.
| Makii  | Pôr      | Makita  | Pôs      |
| Yuwii  | Ouvir    | Yukita  | Ouviu    |
| Dokii  | Carregar | Dokita  | Carregou |
| Yoonii | Aguentar | Yoonita | Aguentou |

Verbos de terminação -ou são majoritariamente monossílabos, sendo alguns poucos dissílabos e apenas um trissílabo, possuindo a "sílaba-raiz" longa.
| Dou   | Ver      | Doota   | Viu      |
| You   | Cozinhar | Yoota   | Cozinhou |
| Wigou | Rasgar   | Wigoota | Rasgou   |
| Pikou | Quebrar  | Pikoota | Quebrou  |

Verbos de terminação -ei possuem praticamente as mesmas configurações dos de terminação -ou, sendo majoritariamente monossílabos, sendo alguns poucos dissílabos e apenas um trissílabo.
| Epei  | Seguir             | Epeeta  | Seguiu             |
| Kei   | Usar rede de pesca | Keeta   | Usou rede de pesca |
| Dei   | Rasgar             | Deeta   | Rasgou             |
| Gamei | Permear            | Gameeta | Permeou            |

##### Forma secundária
Os verbos inflexíveis podem ter duas configurações possíveis. Primeiro, caso a oração não exija uma flexão por parte do verbo, ele será posicionado ao final da sentença. No entanto, caso seja exigida, a flexão será feita por intermédio de três possíveis auxiliares: tai (fazer), gai (pensar) e kai (tornar-se).

Exemplos do uso do auxiliar tai, sem e com flexão, respectivamente:

Ani adaku = Eu esqueci → Ani adaku tipa = Eu esqueci há um tempo.
Yokaido weewee = As crianças estão brincando → Yokaido weewee teete = As crianças estão brincando.
Exemplos do uso do auxiliar gai, sem e com flexão, respectivamente:

Okai emoge = Ele está brabo → Okai emoge nagaagi = Ele está bravo comigo.
Ani weda = Eu estou com medo → Ani weda gaaga = Eu estava com medo.
Exemplos do uso do auxiliar kai, sem e com flexão, respectivamente:

Ani epi = Eu sei → Ani epii keega = Eu me tornei sabedor.
Okei gabo = Eles estão quietos → Okei gaboo keegai = Eles se tornaram quietos.

### Sentença

#### Sentenças afirmativas
A forma coordenada primária para frases transitivas segue a estrutura SOV (Sujeito - Objeto - Verbo), e a forma primária intransitiva segure a estrutura SV (Sujeito - Verbo).

Meido kodo nota noogai. → "Pessoas" + determinante + "batatas-doce" + "comeram" → As pessoas comeram batatas doce.
A forma coordenada secundária para frases transitivas segue a estrutura OSV (Objeto - Sujeito - Verbo), utilizada para quando se quer dar ênfase no objeto. Há também o formato OV (Objeto - Verbo), utilizada normalmente em cláusulas subordinadas.

Nota kodo meido noogai → "Batatas-doce" + determinante + "pessoas" + "comeram" → Aquelas batatas-doce, eles comeram.
Frases que indicam lugar são propensas a aparecerem no começo da frase, mas no discurso oral, elas normalmente assumem a posição final.

#### Sentenças afirmativas sem verbo
Há dois tipos de frases afirmativas que não possuem verbo explícito, mas que está subententido na interpretação da frase, sendo elas:

- Equacional.

Koto beu → "Ponte" + índice de negação → Não havia ponte.
- Frases que indicam posse ou a ausência dela.[26]

Okei naiya agiyo beu → "Eles" + "comem" + "coisa" + índice de negação → Eles não têm comida.

#### Sentenças interrogrativas
Algumas frases interrogativas começam com palavras interrogativas pré-definidas, listadas abaixo. É prudente mencionar que a entonação da sílaba inicial das palavras interrogativas é ascendente, enquanto as últimas são descendentes, exceto pelas palavras magoo e menaa que possuem a segunda sílaba tônica.
| Má     | O quê?            | Maagiyo ka | Por quê? |
| Kaiya  | Onde?             | Magoo      | Quantos? |
| Kaweno | O que você disse? | Kawe dani  | Como?    |
| Menoka | Quando?           | Meime      | Quem?    |
| Menaa  | Quando?           | Meime      | Quem?    |

Perguntas cujas respostas podem ser dadas com "Sim" ou "Não" terminam com  a partícular interrogativa mee, que da mesma forma tem um início ascedente que descende logo em seguida.

#### Cláusulas subordinadas
Orações subordinadas tendem a ser mais comuns que as coordenadas. Orações finais, causais, condicionais e outras orações subordinadas vêm antes da oração principal. Porém, no discurso oral, a oração principal é movida para antes das subordinadas, sendo que o sujeito e objeto são postos no final da sentença, o que não é uma convenção ortográfica vista com bons olhos por tradutores que tendem a aderir à linguagem padrão da língua.

## Vocabulário

### Numerais cardinais
A contagem dos numerais cardinais vai até primariamente o número 60, sendo os números entre os múltiplos de 10 resultando da soma desses com o número que ocupará a casa das unidades. Normalmente essa soma é representada pela palavra ma, que fica entre o numeral que representa as unidades (vem primeiro) e o que representa as dezenas (vem por último), porém em alguns casos pode haver sua omissão, especialmente para quando as unidades forem iguais ao número 9.
| Ena    | 1 → Um     | Ena ma gaati   | 11 → Onze         |
| Wiya   | 2 → Dois   | Wiya ma gaati  | 12 → Doze         |
| Wido   | 3 → Três   | Iyéé gaati     | 19 → Dezenove     |
| Wii    | 4 → Quatro | Mepiina        | 20 → Vinte        |
| Idibi  | 5 → Cinco  | Ena ma mepiina | 21 → Vinte e um   |
| Benumi | 6 → Seis   | Iyéé mepiina   | 29 → Vinte e nove |
| Pituwo | 7 → Sete   | Yokagaati      | 30 → Trinta       |
| Waguwo | 8 → Oito   | Mepiiya        | 40 → Quarenta     |
| Iyéé   | 9 → Nove   | Gaatibeu       | 50 → Cinquenta    |
| Gaati  | 10 → Dez   | Muto, bado     | 60 → Sessenta     |

Para contar para além do número sessenta, adota-se um padrão levemente diferente, posicionando-se o número que deseja-se somar ao número sessenta no início e adicionando-se as palavras "daimita muto" ao final, a saber de alguns exemplos abaixo:

- 61 → Ena daimita muto;
- 70 → Gaati daimita muto;
- 80 → Mepiina daimita muto;
- 90 → Yokagaati daimita muto;
- 100 → Mepiiya daimita muto.

### Lista de Swadesh
Abaixo estão listados algumas palavras da Lista de Swadesh em português e ekari.
| Uwo  | Água   | Gou    | Puxar   | Kepega  | Coração | Bo     | Perna |
| Mei  | Vir    | Tai    | Flutuar | Eka     | Nome    | Bodiya | Fogo  |
| Piya | Árvore | Yagamo | Mulher  | Pokadee | Branco  | Bou    | Vento |
| Yame | Homem  | Mee    | Pessoa  | Iye     | Folha   | Píí    | Flor  |
| Peka | Olho   | Gane   | Mão     | Etá     | Língua  | Íí     | Areia |

## Menções
- A língua Ekari foi assunto de um problema da décima oitava edição da Olimpíada Internacional de Linguística, no ano de 2021, abordando a escrita por extenso de numerais no idioma.[31]